# Monica: Made Mixtape
Greg Street Presents Monica: Made är ett inofficiellt mixtape av den amerikanska R&B-sångerskan Monica, släppt av J Records i februari, 2007. Skivan innehåller gästframträdanden av Smitty, Jazze Pha och Rocko.
Albumet, som aldrig släpptes officiellt, hade heller aldrig någon marknadsföringskampanj som exempelvis någon singelrelease.

## Innehållsförteckning
| Nr  | Titel                                     | Längd |
| --- | ----------------------------------------- | ----- |
| 1.  | Intro                                     | 1:01  |
| 2.  | Pullin Up                                 | 3:39  |
| 3.  | No Stoppin                                | 4:45  |
| 4.  | Why Lie (featuring Smitty)                | 3:12  |
| 5.  | So In Love                                | 4:39  |
| 6.  | Sideline Hoe (Carl Moe/Greg Street Remix) | 3:56  |
| 7.  | Born & Raised (featuring Rock)            | 2:41  |
| 8.  | Ain't Nothing                             | 2:56  |
| 9.  | Misery                                    | 3:49  |
| 10. | Dozen Roses (Remix)                       | 3:27  |
| 11. | 6 o’clock                                 | 2:04  |
| 12. | Sideline Ho (Accapella)                   | 3:48  |

### Albumomslag
- Monica - Monica: Made Mixtape